# Last Week Tonight with John Oliver
Last Week Tonight with John Oliver (abreviado a menudo como Last Week Tonight) es un programa de televisión nocturno de periodismo satírico estadounidense conducido por el comediante John Oliver. Cada emisión, de media hora de duración, se emite en Estados Unidos los domingos por HBO. El programa se estrenó el domingo 27 de abril de 2014. En España se emite en Movistar Xtra en versión original subtitulada.

## Contenido

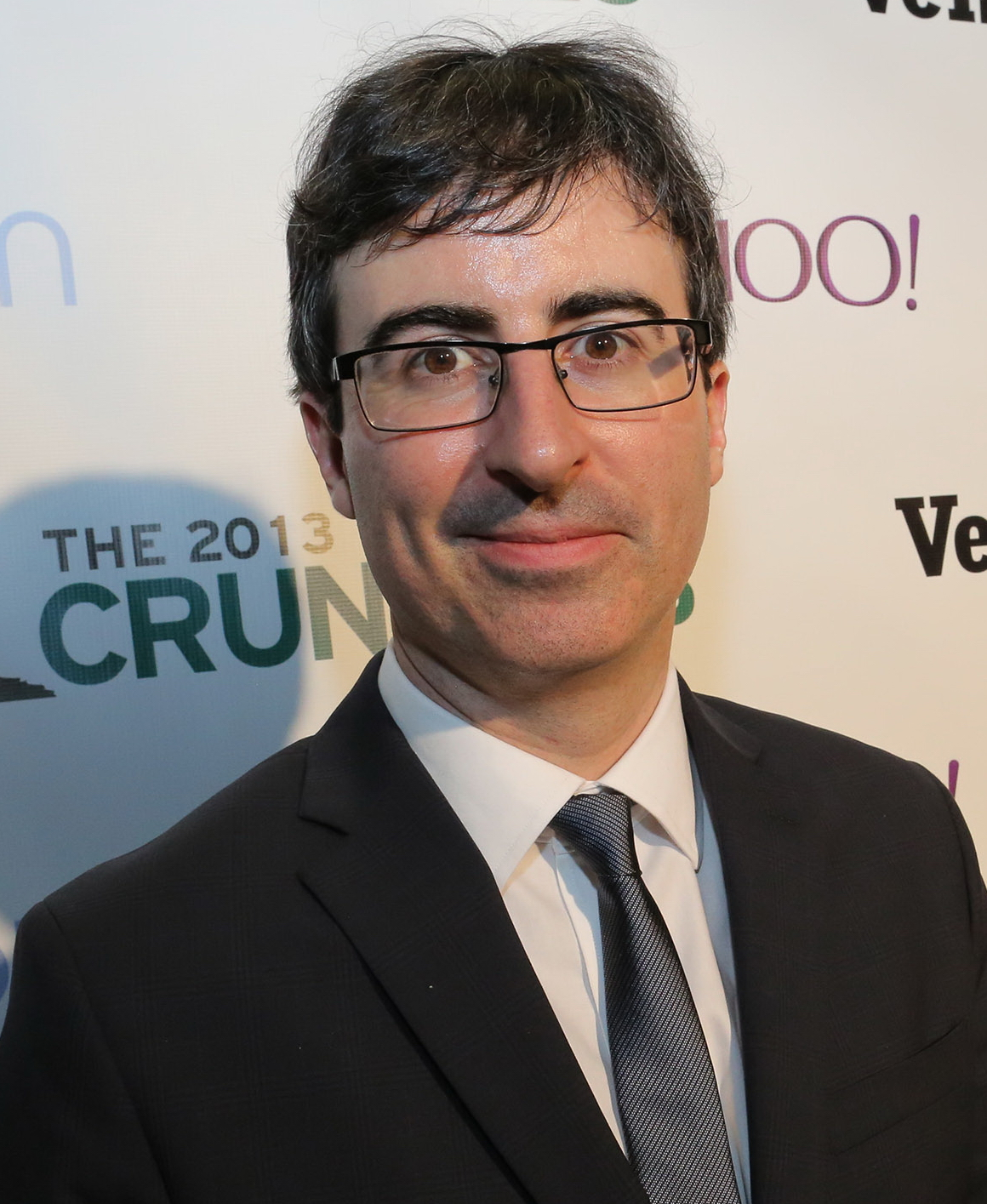
John Oliver, conductor de Last Week Tonight.

Last Week Tonight rompe con las convenciones establecidas para los programas periodísticos estadounidenses. Cada emisión tiene un bloque central, dedicado a un tema particular cada semana. Los temas son variados: el impulso de agrupaciones de derecha norteamericanas al Proyecto de ley antihomosexual de Uganda, la cantidad de azúcar oculta en los alimentos, la neutralidad en Internet, la brecha salarial entre hombres y mujeres, o el fracaso del gobierno estadounidense para proteger a las personas que sirvieron como intérpretes de las Fuerzas Armadas en Irak y Afganistán.
Con sus primeras emisiones el programa alcanzó buenos niveles de audiencia. En 2014 se calculaba en torno a los 4 millones, considerando los televidentes que veían tanto la trasmisión en vivo como las repeticiones. HBO publica en Youtube el bloque central, donde se desarrolla el tema principal de la semana. Allí los niveles de audiencia también son elevados: un episodio, dedicado a las becas para carreras universitarias que entrega el concurso Miss America, superó las 8 millones de reproducciones, mientras que el episodio dedicado a la FIFA y la organización de la Copa Mundial de Fútbol de 2014 superó las 11 millones de reproducciones.
El 16 de febrero de 2015 HBO anunció que el programa continuaría al menos hasta 2017, con 35 capítulos por año.